# Preston Jackson
Preston Jackson, geboren als James Preston McDonald (New Orleans, 3 januari 1902 – Blytheville, 12 november 1983), was een Amerikaanse jazztrombonist.

## Biografie
Preston Jackson kwam in 1917 naar Chicago, maar begon pas in 1920 te spelen als trombonist. Zijn docenten waren begin jaren 1920 Roy Palmer en Honoré Dutrey. Voor Dutrey speelde hij als vervanger in King Olivers beroemde band. Tijdens de jaren 1920 speelde hij ook bij Tig Chambers, Al Simone, Eli Rice en Art Sims en was hij betrokken bij opnamen van Bernie Young and his Creole Jazz Band (1923) en Richard M. Jones. In 1926 nam hij op onder zijn eigen naam met zijn Uptown Band, waartoe ook de trompettiste Shirley Clay behoorde.
Tijdens de jaren 1930 speelde hij met Dave Peyton (1930), Erskine Tate, Louis Armstrong (1931–1932), Half Pint Jaxon (1933), Carroll Dickerson, Jimmy Bell, Jimmie Noone, Roy Eldridge, Walter Barnes, Johnny Long (1939) en de W.P.A. Band van Zilner Randolph. Hij werkte ook mee bij Johnny Dodds laatste opnamen in 1940.
Tijdens de jaren 1940 trad hij niet meer zo vaak op. Zijn carrière duurde echter nog tot eind jaren 1950. Hij speelde tijdens deze periode met Lil Hardin Armstrong. Tijdens de jaren 1960 ging hij terug naar zijn geboortestad New Orleans en speelde daar in de Preservation Hall. Hij werkte daar in 1969 ook met Little Brother Montgomery en met de New Orleans Joymakers van Kid Thomas, met wie hij in 1973/1974 optrad in Europa.
Plaatopnamen met Preston Jackson onder zijn eigen naam ontstonden in 1926 en 1946. In 1972 nam hij een album op met Benny Waters.

## Overlijden
Preston Jackson overleed in november 1983 op 81-jarige leeftijd.
- Bibliothèque nationale de France: cb13895522q (data)
- Gemeinsame Normdatei: 1089355025
- International Standard Name Identifier: 0000 0000 3967 1566
- Library of Congress Control Number: no98018313
- MusicBrainz: ef27bf08-5319-4103-a978-13f934705b51
- SNAC: w6xb07qz
- Virtual International Authority File: 196579
- WorldCat: E39PBJmDrBm64mtJJMkGvBWFKd